# Ихи
Ихи е древноегипетски бог на музиката и музикантите. Син е на богинята на небето, любовта, женствеността и красотата Хатхор. Изобразяван обикновено със систра в ръка. По отношение на баща му има няколко версии: Хор Бехдетски, Ра, Гор.
| M17 | V28 | M17 | M17 |

| M17 | V28 | M17 | M17 |

Много негови изображения могат да се видят на 60 км от Луксор – в древния град Дендера (известен като Тентирис в Древна Гърция), Горен Египет. Там има сцена с неговото раждане и до него изображение на богиня Хатхор.
Според една от версиите, Хор е брат на Ихи. И раждането на младия бог се отъждествявало с обединението на Горен и Долен Египет.